# Colonia Ensanche Sauce
Colonia Ensanche Sauce est une localité rurale argentine située dans le département de Federación et dans la province d'Entre Ríos.
La région possède une station balnéaire sur le réservoir de Salto Grande, le camping de Drewanz.